# Florian Neuhaus
Florian Christian Neuhaus, född 16 mars 1997 i Landsberg am Lech, är en tysk fotbollsspelare som spelar för Borussia Mönchengladbach. 

## Klubblagskarriär

### 1860 München
Neuhaus började sin karriär i 1860 München och gjorde sin debut för klubbens a-lag under säsongen 2016/2017 i en bortamatch i 2. Bundesliga mot VfB Stuttgart den 21 oktober 2016. Han spelade 12 matcher den säsongen där han imponerade och flyttade därefter till Borussia Mönchengladbach.

### Borussia Mönchengladbach
Neuhaus skrev på ett långtidskontrakt med klubben i juli 2017 men lånades sedan omgående ut till Fortuna Düsseldorf under säsongen 2017/2018 där han skulle göra 6 mål på 27 matcher i 2. Bundesliga och säkrade deras uppflyttning till Bundesliga.
På grund av sina prestationer gick han rakt in i Mönchengladbachs startelva inför säsongen 2018/2019 och spelade 32 matcher under säsongen och gjorde 3 mål.
Den 19 november 2019 signerade han på ett nytt femårskontrakt med klubben. Den 28 juli 2024 förlängde han ytterligare sitt kontrakt med klubben fram tills 2027.

## Landslagskarriär
Neuhaus debuterade för Tysklands landslag den 7 oktober 2020 i en 3–3-match mot Turkiet, där han även gjorde sitt första mål.